# توسيو (آن)
توسيو (بالفرنسية: Toussieux)‏ هي بلدية فرنسية تقع في إقليم الآن في فرنسا. رمز إنسي لها هو:1423. أما الرمز البريدي لها فهو: 1600.